# Oberegling
Oberegling ist ein Gemeindeteil von Egling im oberbayerischen Landkreis Bad Tölz-Wolfratshausen. Das Dorf liegt circa einen Kilometer südlich von Egling an der Staatsstraße 2072.